# Río San Juan (Argentine)
Pour les articles homonymes, voir Río San Juan.

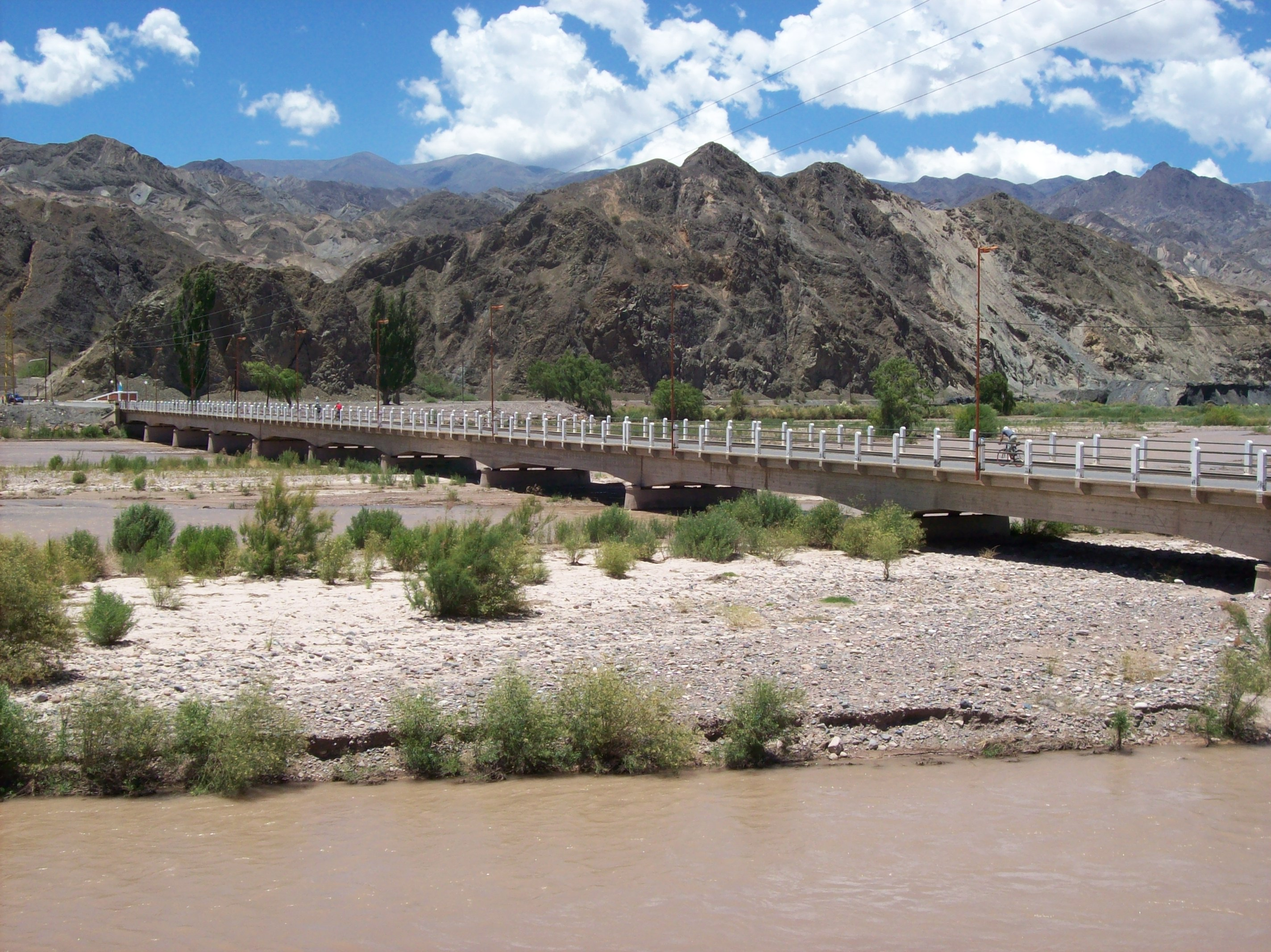
Le río Los Patos, cours supérieur du San Juan. Ici à Calingasta

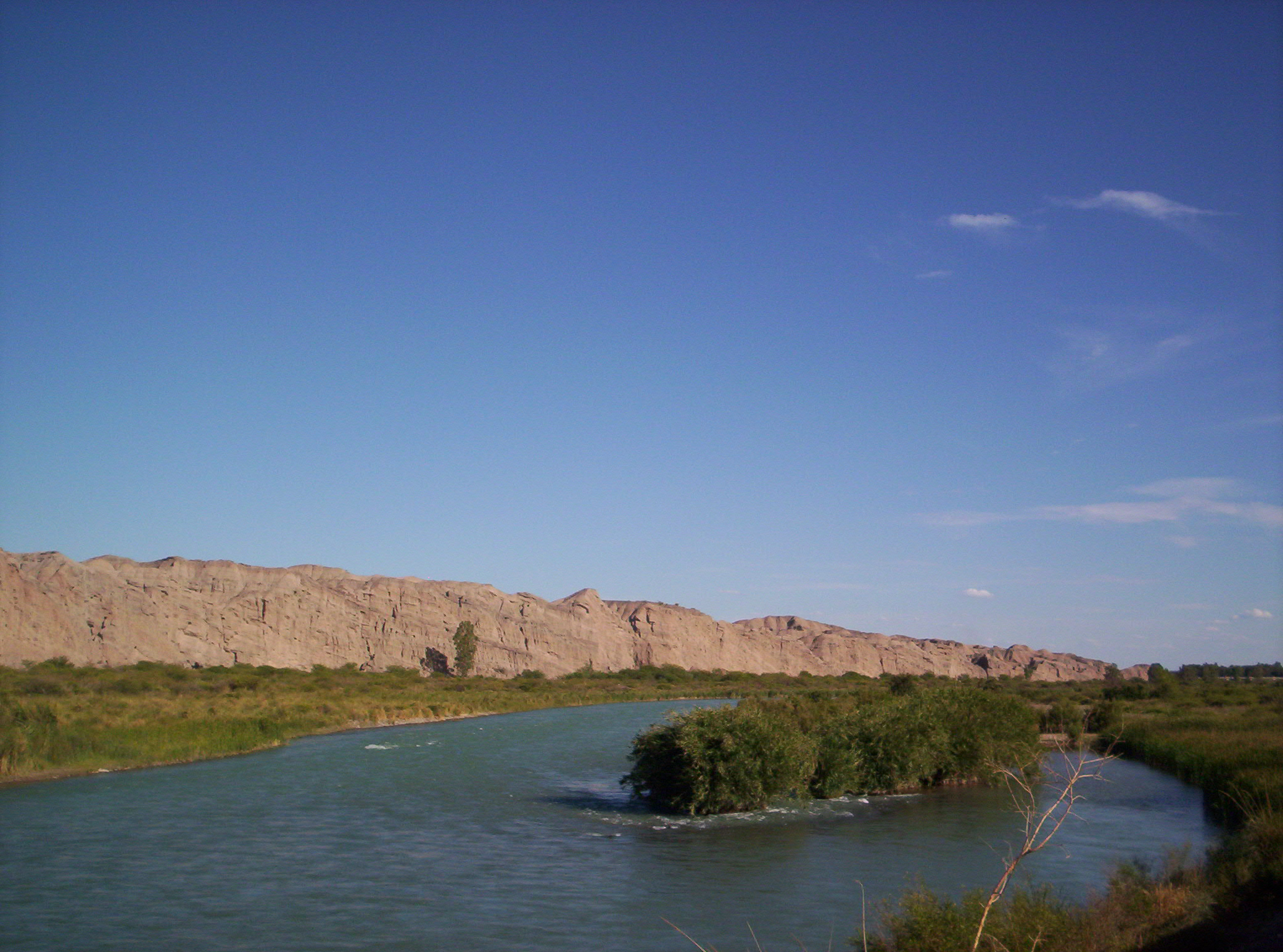
Le río San Juan dans la Quebrada de Ullum

Le río San Juan  est une rivière qui parcourt la province  de San Juan en Argentine et dont le bassin d'alimentation se nourrit dans les sommets de la cordillère des Andes, dans une zone comprise entre la cordillère de Olivares au nord (6 266 m), et le massif de l'Aconcagua au sud, zone aux précipitations assez irrégulières en général et de moins en moins abondantes du sud au nord.

## Description du cours
Il nait de la confluence de deux rivières, près de la petite ville de Calingasta : le río Castaño Viejo, dont le sous-bassin est situé au nord, et le río de los Patos. Ce dernier est de loin le plus important, car venu du sud là où les précipitations sont les plus abondantes, et est donc considéré comme le cours supérieur du río San Juan.

### Cours supérieur
Le río de los Patos nait sur le versant sud du massif du Mercedario (6 770 m), situé à plus ou moins 80 km au nord de l'Aconcagua (près de 7 000 m), et dont il reçoit des eaux abondantes. Il se dirige ensuite vers le sud-sud-est, en direction de l'Aconcagua dont il reçoit également les eaux dues à la fonte des neiges du nord du massif. Ses eaux ne cessant de grossir il effectue un brusque virage vers le nord et s'engage dans la profonde et large vallée de Calingasta où il reçoit la dernière rivière importante de son cours, le río Blanco, qui draine un large bassin comprenant la Cordillera de la Totora, le versant nord du Mercedario et bien d'autres sommets. Après avoir baigné Tamberías, chef-lieu du département de Calingasta, puis la localité de Calingasta, il conflue avec le río Castaño Viejo pour former le río San Juan.

### Cours moyen
Dès après ce confluent, le San Juan s'oriente droit vers l'est, et franchit la cordillère frontale, isolant ainsi deux massifs montagneux : au sud la sierra de Tontal, et au nord deux chaines, les sierras del Tigre et de La Inviernada. Puis il reprend quelque peu la direction sud et aboutit dans la plaine de San Juan.

### Cours inférieur
Le San Juan forme d'abord la retenue d'Ullum destinée à régulariser son cours et permettre l'irrigation des cultures. En aval s'étale la grande et opulente oasis de San Juan où vit plus de 80 % de la population de la province. C'est le Valle del Tulum :
Le Valle del Tulum (Val de Tulum) est située au centre-sud de la province de San Juan. Il est entouré d'un relief très accidenté et profondément aride. À l'ouest s'élève la sierra Chica de Zonda, un système montagneux appartenant à la précordillère de San Juan. À l'est se trouvent les sierras de Pie de Palo, qui font partie du système des sierras pampéennes, et au nord les serranías de Villicúm, système appartenant aussi à la précordillère. Le sud s'ouvre sur une large zone hautement désertique se prolongeant au nord de la province de Mendoza.
Le système d'irrigation du barrage d'Ullum consiste en canaux et rigoles construits en ciment. L'ensemble naît à partir du barrage qui amène l'eau de la rivière vers un canal central, lequel dirige l'eau vers une deuxième digue ou digue de répartition, le barrage Jose Ignacio de la Roza. Au départ de ce second barrage, l'eau est répartie dans trois canaux principaux.
Le San Juan contourne la ville de San Juan par le nord et, après avoir perdu une partie de son débit, s'oriente dès lors vers le sud-est où il termine son cours en alimentant les lagunas de Guanacache en commun avec le río Mendoza, et le río Bermejo-Vinchina (cours supérieur du río Desaguadero), ayant lui-même reçu peu auparavant les eaux du río Jáchal.

## Régime
Son régime est franchement de type nival avec crues de printemps et d'été, c’est-à-dire de novembre à mars.

### Prédictibilité des débits
Son débit est assez prédictible en fin d'hiver si l'on connait l'épaisseur des couches de neige dans le bassin supérieur de la rivière. On peut ainsi dès septembre estimer avec une grande précision les débits mensuels de l'année suivante. C'est le cas pour la saison allant d'octobre 2005 à septembre 2006. Voici ce que cela donne :
- octobre 2005 : 61,3 m3/s
- novembre 2005 : 111,4 m3/s
- décembre 2005 : 193,9 m3/s
- janvier 2006 : 190 m3/s
- février 2006 : 101,9 m3/s
- mars 2006 : 82,1 m3/s
- avril 2006 : 53,2 m3/s
- mai 2006 : 50,5 m3/s
- juin 2006 : 50,1 m3/s
- juillet 2006 : 38,6 m3/s
- août 2006 : 38,6 m3/s
- septembre 2006 : 35,8 m3/s

Ainsi le volume total des eaux accumulées sur la période de 12 mois sera de 2,65 km3. Ce qui veut dire une moyenne annuelle de 84 m3/s.
Ces débits mensuels peuvent être très variables d'une année à l'autre, étant donné la situation en zone aride de l'ensemble de la province donc du bassin. Ainsi durant les 12 mois précédents l'année examinée ci-dessus, les précipitations de neige avaient été faibles, ce qui a donné des débits mensuels faibles eux aussi. En moyenne les quantités d'eau collectées par le San Juan sont de l'ordre de 60 m3/s.
- Source[1]

### Les débits à La Puntilla
Le débit du río San Juan a été observé pendant 32 ans (1961-1992) à La Puntilla, localité de la province de San Juan située peu après son confluent avec le río Castaño Viejo.
À La Puntilla, le débit annuel moyen ou module observé sur cette période était de 56 m3/s pour un bassin versant de 25 000 km2.
La lame d'eau écoulée dans l'ensemble du bassin atteint ainsi le chiffre de 71 millimètres par an.

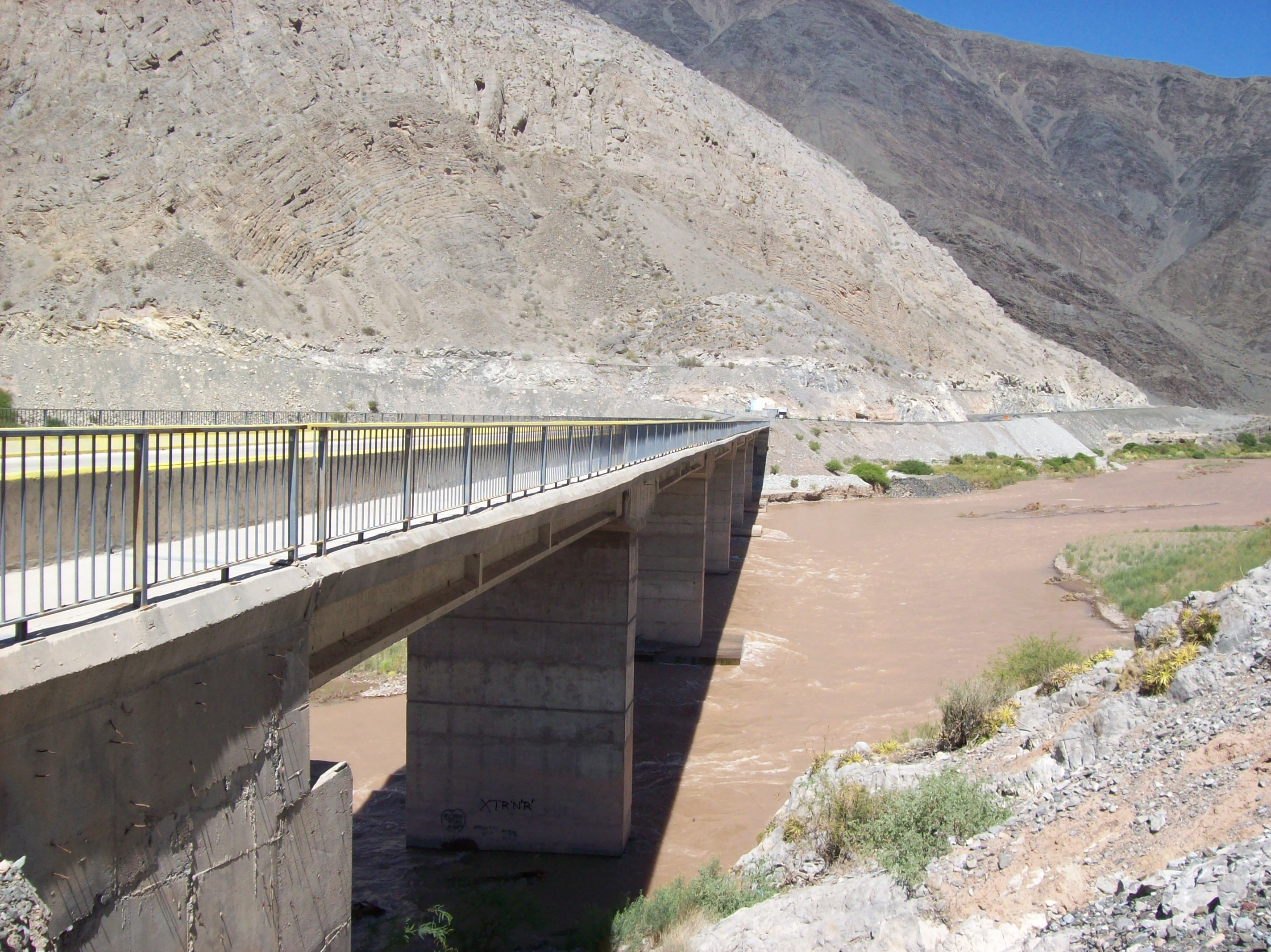
Le pont Ingeniero Raúl Suárez sur le río San Juan (route nationale 149).

## Équipement hydroélectrique
Tout au long de son parcours, le río San Juan présente plusieurs importantes usines hydroélectriques. L'aménagement principal, le barrage d'Ullum, fut inauguré en 1980 ; aujourd'hui il a formé un important lac artificiel qui impulse positivement le développement agricole de la région de San Juan.
Autre barrage : celui de José Iganacio de la Roza. Il fut construit sous la présidence de 
Juan Domingo Perón. Comme le barrage d'Ullum, il sert à répartir les eaux par un réseau de canaux d'irrigation d'usage agricole, ainsi que pour la consommation de la population de l'agglomération du grand San Juan.
En 2008 on a commencé le remplissage d'une nouvelle retenue à l'arrière d'un nouveau barrage à vocation hydroélectrique, le barrage Los Caracoles (Represa Los Caracoles), situé en amont de celui d'Ullum. De plus en 2009, on a également débuté la construction d'une nouvelle retenue qui, terminée en 2015, porte le nom de barrage de Punta Negra et qui se situe en aval de celui de Caracoles.

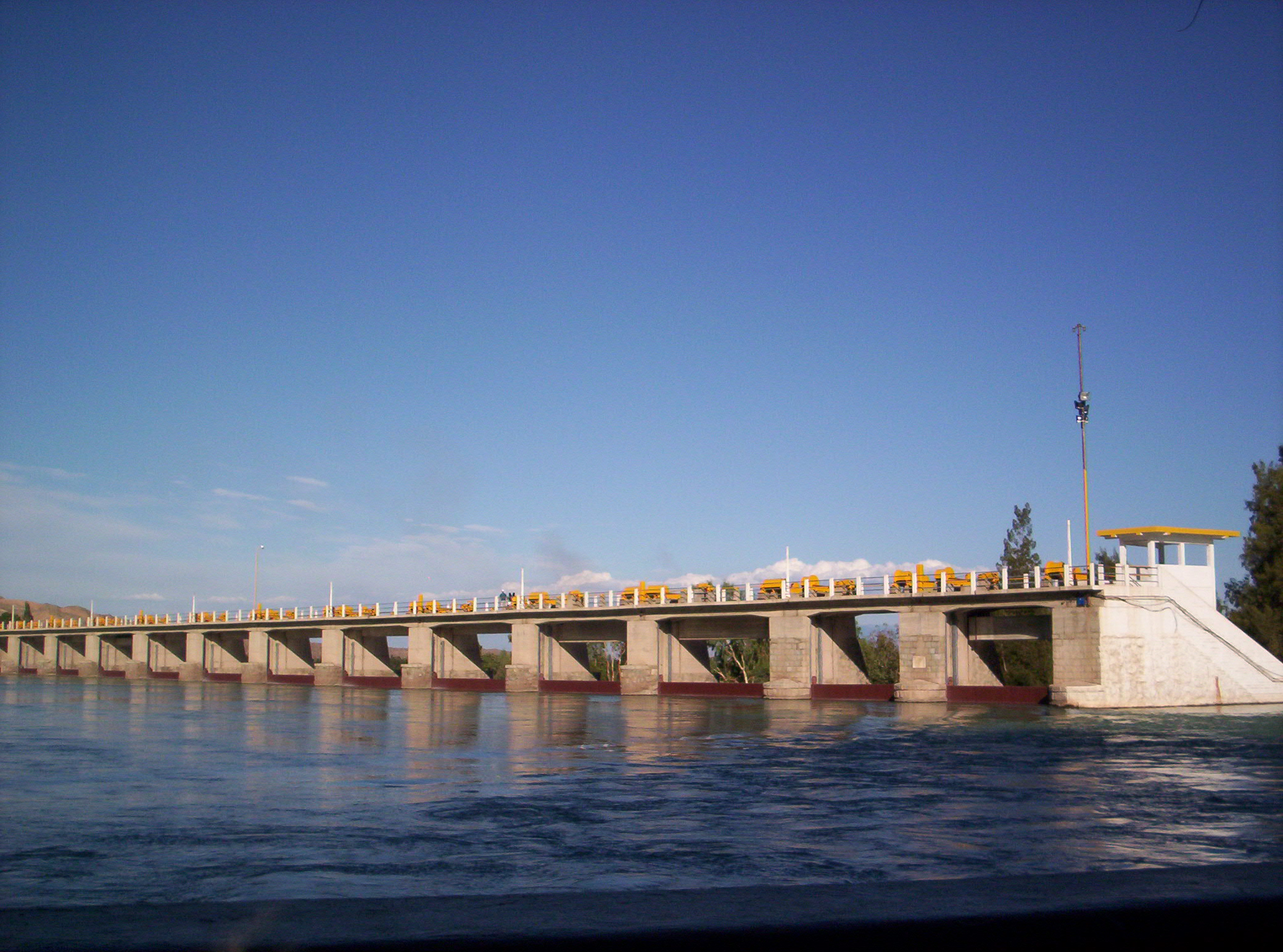
Vue du barrage José Ignacio de la Roza.
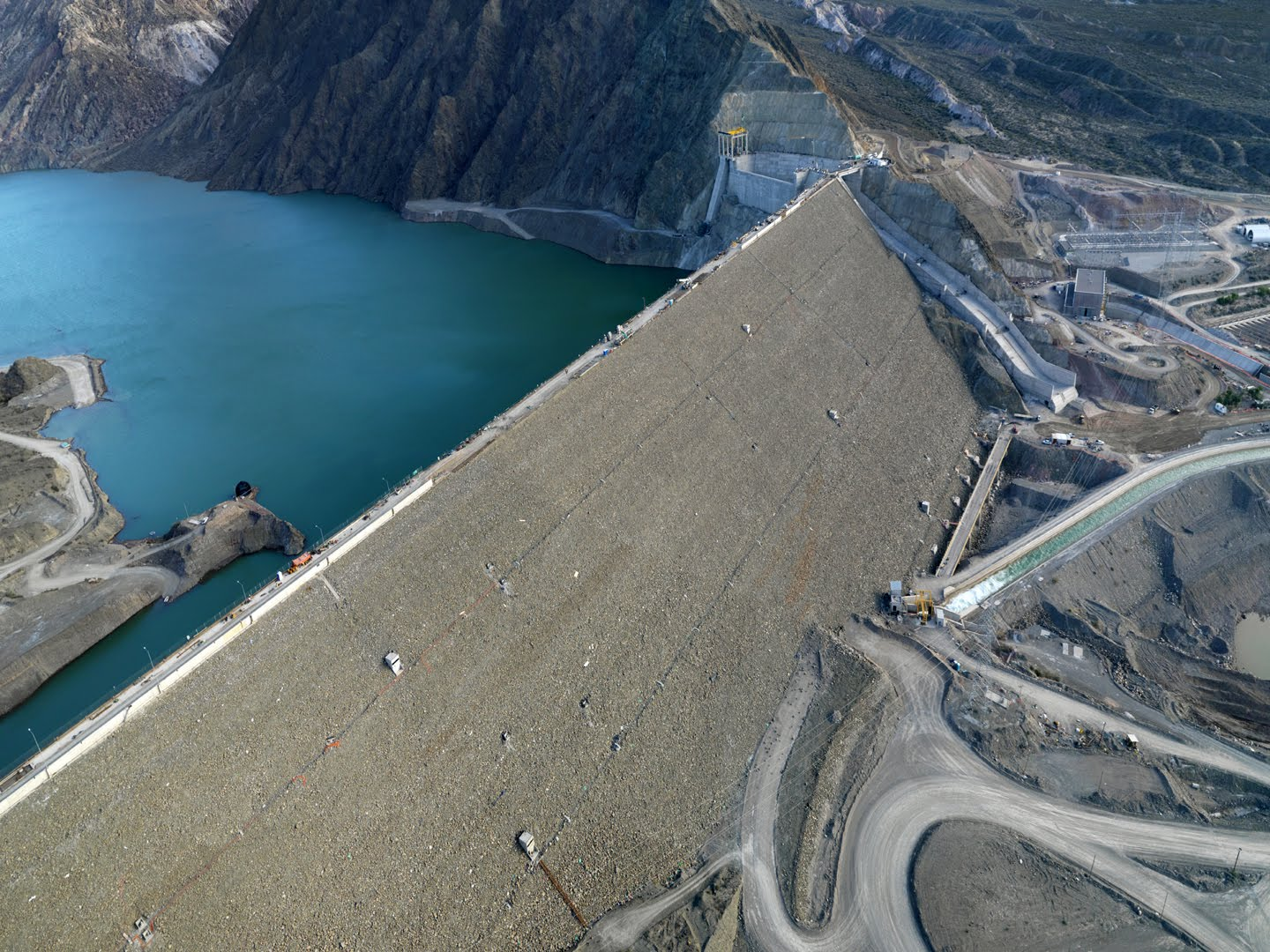
Vue aérienne du barrage de Punta Negra, inauguré en 2015.
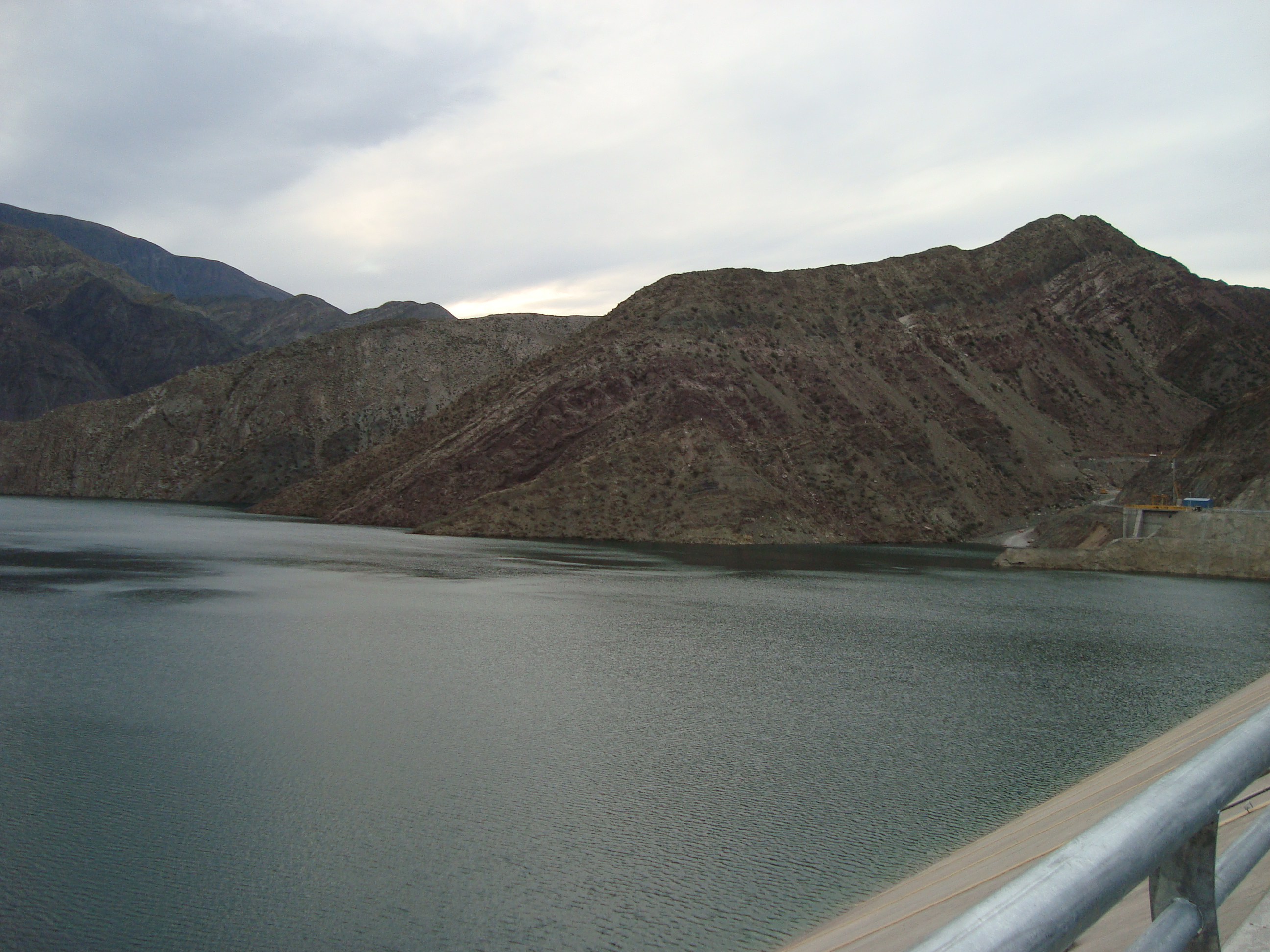
Le barrage Los Caracoles.